# سفارة المجر في أوكرانيا
سفارة المجر في أوكرانيا هي أرفع تمثيل دبلوماسي لدولة المجر لدى أوكرانيا. تقع السفارة في كييف وهي تهدف لتعزيز المصالح المجرية في أوكرانيا.

## وصلات خارجية
- الموقع الرسمي
- قائمة سفارات المجر
- قائمة السفارات في أوكرانيا